# محطة سكة حديد تشيسترفيلد
تخدم محطة سكة حديد تشيسترفيلد بلدة تشيسترفيلد في ديربيشاير، إنجلترا. وتقع على خط ميدلاند الرئيسي. تمر أربعة مسارات عبر المحطة التي تحتوي على ثلاث منصات. ويتم تشغيله حاليًا بواسطة سكة حديد شرق ميدلاندز.
تحتوي المحطة على مخطط بلس باص حيث يمكن شراء تذاكر القطار والحافلة معًا بسعر أرخص. وتعد محطة تشيسترفيلد أحد المحطات بتذاكر مرتفعة لخدمات سكك حديد شرق ميدلاندز.

## التاريخ
كان الخط الأول إلى تشيسترفيلد هو سكة حديد نورث ميدلاند من ديربي إلى ليدز في عام 1840. وتم بناء المحطة الأصلية بأسلوب يعقوبي مشابه لتلك الموجودة في أمبرجيت ولكن تم استبدالها في عام 1870 بمحطة جديدة تقع جنوبًا في الموقع الحالي، عندما شيدت سكة حديد ميدلاند "الطريق الجديد" إلى شيفيلد. تم تصميم هذه المحطة الجديدة لعام 1870 من قبل المهندس المعماري للشركة جون هولواي ساندرز 
وفي عام 1892، عبرت سكة حديد مانشستر وشيفيلد ولينكولنشاير، التي أصبحت فيما بعد السكك الحديدية المركزية الكبرى، تحت خط نورث ميدلاند 0.5 ميل (800 م) جنوبًا عند جسر هورنز إلى محطة تقع غرب هذه المحطو بمائتي ياردة. وفي عام 1897، وصلت سكة حديد لانكشاير وديربيشاير والساحل الشرقي، ووصلت كل من خطوط نورث ميدلاند وغريت سنترال بجسر هورنز بطول سبعمائة قدم، مما أدى إلى إنشاء محطة في ويست بارات، بالقرب من السوق.

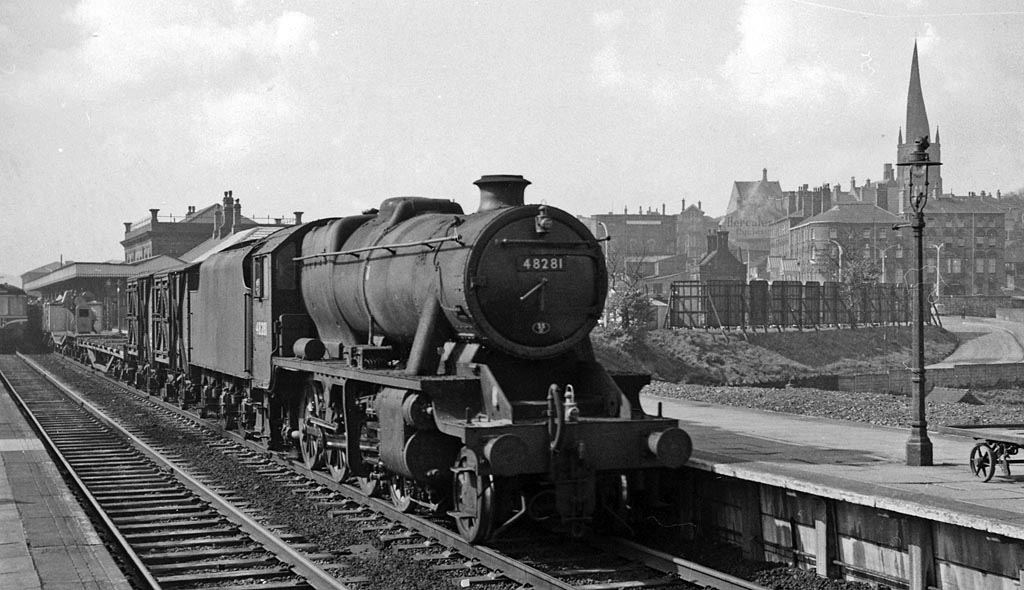
المحطة في عام 1961

تم إغلاق الخط من حمل الركاب إلى محطة ماركت بليس في عام 1951 بسبب مشاكل في نفق بلوسفير، على الرغم من أن المحطة ظلت مفتوحة لحركة البضائع فقط حتى مارس 1957، عندما تم إغلاقها تمامًا. تم هدم مبنى المحطة عام 1972. وتم إغلاق محطة قريت سنترال في مارس 1963 وتم هدمها في عام 1973 لإفساح المجال لطريق الإغاثة الداخلي للمدينة.
تم هدم محطة ميدلاند وإعادة بنائها في عام 1963. كما تم هدم معظم المباني من عام 1963 في أواخر التسعينيات، بعد وقت قصير من الخصخصة. تعود معظم المباني الموجودة في الموقع الآن إلى ذلك الوقت.
هذه المحطة مملوكة لشركة نيتورك رايل ولكن يتم تشغيلها من قبل سكة حديد شرق ميدلاند، والتي تدير القطارات بين شيفيلد ومحطة لندن سانت بانكراس الدولية. أعيد بناء المحطة على نطاق واسع بعد فترة وجيزة من تولى ميدلاند ماين لاين تشغيلها من السكك الحديدية البريطانية في عام 199. فقدت ميدلاند ماين لاين امتيازها في نوفمبر 2007. تم تمرير تشغيل المحطة إلى قطارات ميرلاند الشرقية، والتي أدارت المحطة لما يقرب من 12 عامًا. ثم انتقلت العملية إلى سكة حديد شرق ميدلاندز.
 

## تخطيط المحطة
يقع مدخل المحطة في كرو لين ويتضمن موقف سيارات وموقف سيارات أجرة ومحطة حافلات. ويوجد أيضًا موقف سيارات صغير على الجانب الآخر من كرو لين، والذي كان في السابق مجانيًا ولكن به حاليًا رسوم وقوف السيارات. ويؤدي المدخل الرئيسي إلى باحة المحطة التي تم بناؤها في أواخر التسعينيات. ويضم مكتبًا لبيع التذاكر وبائعًا للجرائد ومقهى وغرفة انتظار. يتمتع كل من الردهة وقاعة الانتظار بإمكانية الوصول المباشر إلى المنصة 1. وتوجد أيضًا غرفة انتظار على المنصة 2، يمكن الوصول إليها عبر نفق باستخدام الدرج أو المصعد في الردهة.

### المنصات والوجهات
تحتوي الخطوط السريعة على منصتين جانبيتين كبيرتين، واحدة لكل اتجاه؛ هذه المنصات مغطاة بحوالي نصف طولها. تمر خطوط البضائع حول الجزء الخلفي من المنصة 2 وهناك منصة كبيرة ثالثة هنا تخدم خط البضائع المتجه شمالًا.
المنصة 1 مخصصة للقطارات المتجهة شمالًا، وتتوقف في محطة محطة شيفيلد، ومحطة مانشستر بيكاديللي ، ومحطة مانشستر أكسفورد، ومحطة ليفربول لايم ستريت، ومحطة ليدز، ومحطة يورك، ومحطة دونكاستر، ومحطة نيوكاسل، ومحطة إدنبرة ويفرلي، ومحطة جلاسجو المركزية.
المنصة 2 مخصصة للقطارات المتجهة جنوبًا، وتتوقف في لندن سانت بانكراس الدولية، ومحطة ديربي، ومحطة نوتنجهام، ومحطة بيتربورو، ومحطة نورويتش، ومحطة كامبريدج، ومحطة ليستر، ومحطة برمنغهام، ومحطة بريستول، ومحطة كارديف المركزية، ومحطة بورنموث ، ومحطة ساوثامبتون، ومحطتي بليموث وبينزانس.
المنصة 3 ثنائية الاتجاه وتم افتتاحها في يوليو 2010. اعتبارًا من مايو 2015 ، يتم استخدامها من قبل بعض الخدمات على طرق ليدز-نوتينغهام و ليفربول-نورويتش في فترات الذروة وأثناء الأعمال الهندسية لتقليل الاعتماد على خدمات الحافلات البديلة. تقع على الخط السفلي البطيء ، وتدعم المنصة 2، وهي طويلة بما يكفي لاستيعاب قطار من 10 أجزاء. كانت المنصة 3 موجودة في السابق قبل عقود، على الرغم من أنها كانت منصة كبيرة.

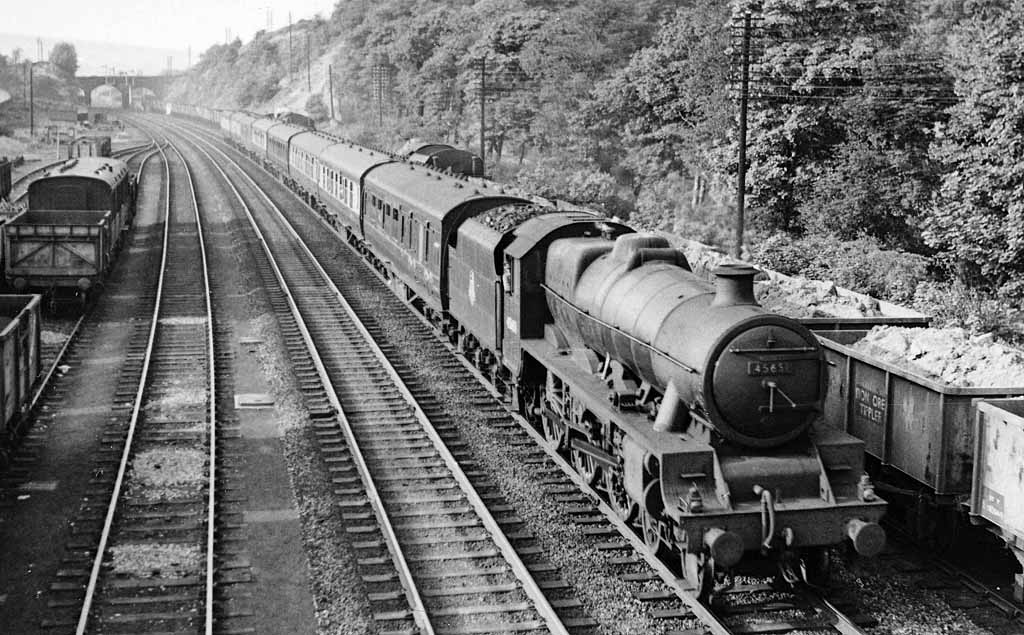
القطار السريع في عام 1957

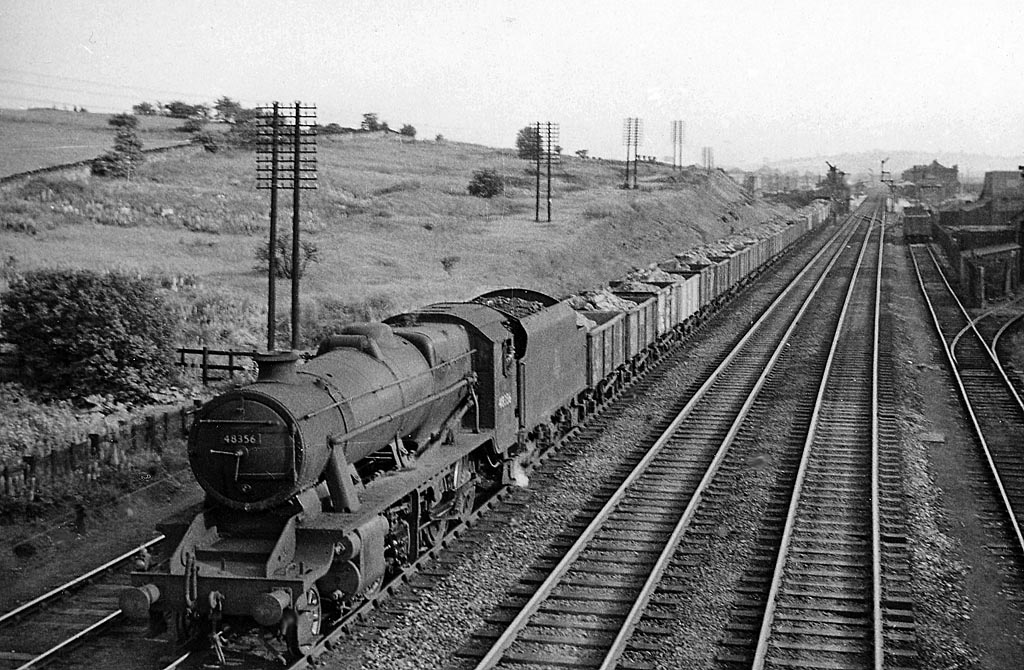
قطار خام الحديد شمال تشيسترفيلد (ميدلاند) في عام 1957

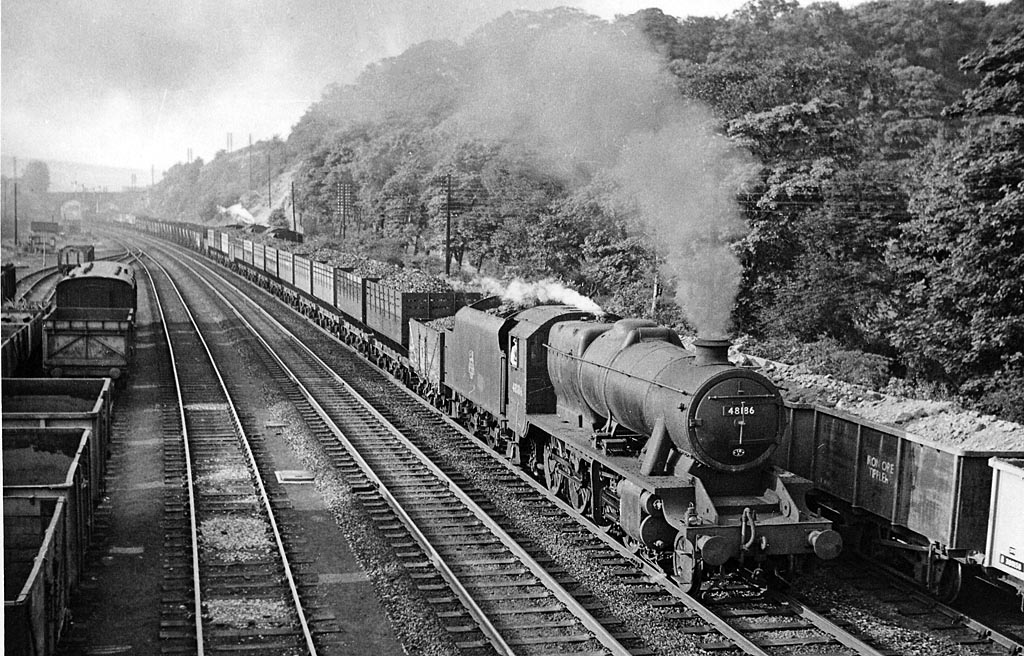
قطار فحم الكوك يقترب من تشيسترفيلد ميدلاند في عام 1957

تم التخطيط لبناء المنصة 3 في الأصل في 2007/8 لتتماشى مع مخطط استقالة ميدلاند الشرقية إيواش الشمالية؛ والذي كان من المفترض أن يسمح بسفر الركاب على الخط البطيء ثنائي الاتجاه (خط البضائع) من تقاطع تشيسترفيلد ساوث الجديد إلى تقاطع تابتون أثناء الاضطراب أو العمل الهندسي على الخطوط السريعة في هذه المنطقة. كان من الممكن أيضًا أن يسهّل عودة القطارات في تشيسترفيلد أثناء حصار نفق برادوي في 2008/9. بدأ العمل على المنصة فعليًا في مارس 2010 واكتمل في يوليو 2010 بتكلفة 2.6 مليون جنيه إسترليني.

## الخدمات

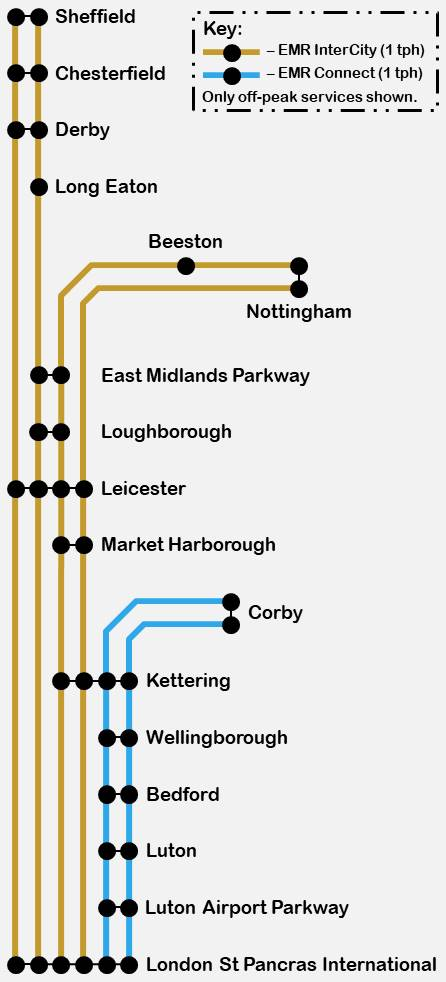
خريطة لخدمات ميرلاند الشرقية توضح نمط الخدمة الحالي كل ساعة

تعمل خدمة سكك حديد ميرلاند الشرقية 07:39 إلى لندن عبر ديربي وليستر من الاثنين إلى الجمعة، وتوفر قطارًا سريعًا للأعمال يصل إلى لندن بحلول الساعة 09:37.
نمط الخدمة المعتاد في أيام الأسبوع:
- تسير القطارات الشمالية خدمة كل ساعة بين نوتنغهام وليدز. بدأت هذه الخدمة من تغيير الجدول الزمني في ديسمبر 2008. جميع قطارات السكك الشمالية تتوقف في تشيسترفيلد.[14]
- تدير سكك حديد ميدلاندز الشرقية خدمة كل ساعة بين ليفربول ونورويتش وخدمة نصف ساعة بين شيفيلد ولندن، مع خدمة واحدة في اليوم تمتد إلى ليدز. جميع خدمات سكك حديد ميدلاندز الشرقية تتصل في تشيسترفيلد.
- تدير كروس كنتري خدمة كل نصف ساعة من شيفيلد إلى ديربي، والتي تستمر إلى مجموعة متنوعة من الوجهات النهائية؛ مثل جلاسكو وإدنبرة وبليموث وريدينج وساوثامبتون سنترال وبريستول. نصف هؤلاء فقط يتوقفون في تشيسترفيلد.[15] بسبب جائحة فيروس كورونا في المملكة المتحدة ، كانت هناك خطة أولية في يوليو 2020 لقطع جميع خدمات كروس كنتري مؤقتًا من التوقف في تشيسترفيلد،[16] ولكن تم تنقيحها لاحقًا لإعادة خدمات وقت الذروة.[17] يشير الجدول الزمني لشهر ديسمبر 2021 إلى توقف 20 قطارًا من طراز XC في كل يوم من أيام الأسبوع، و 23 في يوم السبت و 18 في يوم الأحد.

بناءً على ما سبق ، يوجد عادةً 12 قطار ركاب في الساعة تمر عبر المحطة في أيام الأسبوع (6 في كل اتجاه) ، مع 10 قطارات تقف في محطات متعددة.

## الظهور
حدث مشهد محوري في رواية فريدريك فورسيث البروتوكول الرابع في محطة سكة حديد تشيسترفيلد، بما في ذلك على رصيف المحطة وما أعقب ذلك من أحداث في الشوارع المجاورة.

## المحطات السابقة
كانت تشيسترفيلد تخدم من قبل ثلاث محطات للسكك الحديدية؛ محطة تشيسترفيلد المركزية (أغلقت عام 1963) ومحطة تشيسترفيلد ماركت بليس (أغلقت عام 1957).

## السرعة العالية 2
تم التخطيط لقطارات عالية السرعة 2 لخدمة تشيسترفيلد. سيتم توجيه فرع خارج القسم الشرقي من خط HS2 جنوب تشيسترفيلد عبر M1 الذي يعمل بالتوازي مع HS2، مما يسمح للقطارات بالاستمرار إلى ومن خلال تشيسترفيلد إلى محطة شيفيلد ميدلاند. ستستمر قطارات HS2 شمال شيفيلد باستخدام خط شيفيلد إلى ليدز لتتفرع مرة أخرى إلى خط HS2 الرئيسي شمال شيفيلد. في 17 يوليو 2017، أكدت الحكومة التوقف في تشيسترفيلد بعد الموافقة على M18/الطريق الشرقي.

## الفهرس

## روابط خارجية
قالب:Rail start
Terminusقالب:National Rail linesTerminus
Terminusقالب:National Rail linesTerminus
Terminusقالب:National Rail linesTerminus
Terminusقالب:National Rail linesTerminus
Terminusقالب:National Rail linesTerminus
Terminusقالب:National Rail linesTerminus
Terminusقالب:National Rail linesTerminus

|-
|-
|  
| {{{text}}}
|  
قالب:Rail line
قالب:Rail line
قالب:Historical Rail Insert
قالب:Rail line
قالب:Rail line
|}